# Dumbarton Football Stadium
Dumbarton Football Stadium stadion piłkarski, położony w szkockim mieście Dumbarton, Szkocja. Stadion został oddany do użytku w 2000 roku. Od tego czasu swoje mecze na tym obiekcie rozgrywa klub piłkarski Dumbarton F.C. Jego pojemność wynosi 2 025 miejsc. Do 2011 nazywał się Strathclyde Homes Stadium.